# Gia Thanh, Gia Viễn
Gia Thanh là một xã thuộc huyện Gia Viễn, tỉnh Ninh Bình, Việt Nam.

## Địa lý
Xã Gia Thanh cách trung tâm thành phố Ninh Bình 14 km, có vị trí địa lý: 
- Phía đông giáp xã Gia Xuân
- Phía nam giáp xã Gia Xuân và xã Gia Tân
- Phía tây giáp các xã Gia Lập, Gia Vân và Gia Hòa
- Phía bắc giáp tỉnh Hà Nam qua sông Đáy.

Xã Gia Thanh có diện tích là 8,84 km², dân số năm 2019 là 6.698 người, mật độ dân số đạt 758 người/km².
Đây là một xã có đường Quốc lộ 1 xuyên Việt đi qua.

## Kinh tế
Khu công nghiệp Gián Khẩu thuộc địa bàn các xã Gia Trấn, Gia Tân, Gia Xuân, Gia Thanh, Gia Lập, huyện Gia Viễn. Tổng diện tích là 262 ha. Đây là khu công nghiệp đa ngành như: dệt may; cơ khí sản xuất, lắp ráp; sản xuất vật liệu xây dựng; sản xuất, lắp ráp điện tử.
Chợ Đò nằm ở thôn Thượng Hoà là chợ quê trên địa bàn Gia Viễn nằm trong danh sách các chợ loại 1, 2, 3 ở Ninh Bình từ năm 2008.

## Văn hóa - du lịch
Xã Gia Thanh nằm trên Quốc lộ 1 tại vị trí cửa ngõ hướng ra Hà Nội. Từ xa xưa vùng đất này đã được biết đến với vụ án "Bò béo bò gầy" dưới thời vua Lê Hy Tông.
Hiện nay Gia Thanh có 2 di tích quốc gia nổi tiếng là Kẽm Trống trong thơ họa của nữ sĩ Hồ Xuân Hương và chùa Địch Lộng ngôi chùa được mệnh danh là "Nam thiên đệ tam động".